# Shahrestān di Faruj
Lo shahrestān di Faruj (farsi شهرستان فاروج) è uno degli 8 shahrestān del Khorasan settentrionale, il capoluogo è Faruj. Lao shahrestān è suddiviso in 2 circoscrizioni (bakhsh): 
- Centrale (بخش مرکزی)
- Khabushan (بخش خبوشان)